# Лепорано (Таранто)
Лепорано (итал. Leporano) је насеље у Италији у округу Таранто, региону Апулија.
Према процени из 2011. у насељу је живело 2598 становника. Насеље се налази на надморској висини од 45 м.

## Становништво
Према резултатима пописа становништва 2011. у општини је живело 7.802 становника.
| 1931. | 1936. | 1951. | 1961. | 1971. | 1981. | 1991. | 2001. | 2011. |
| ----- | ----- | ----- | ----- | ----- | ----- | ----- | ----- | ----- |
| 1.483 | 1.541 | 1.828 | 1.731 | 1.635 | 3.505 | 5.221 | 5.810 | 7.802 |